# Переслідування кримських татар російською окупаційною владою у Криму
Переслідування кримських татар російською окупаційною владою у Криму — переслідування кримських татар за етнічною приналежністю, які здійснюються російською окупаційною владою з моменту російської окупації Криму в березні 2014 року і тривають донині. Переслідування та порушення прав мають за мету залякати кримських татар та змусити їх покинути Крим.
В листопаді 2016 уповноважений Президента у справах кримськотатарського народу Мустафа Джемілєв заявив у Нью-Йорку під час засідання комітету Генасамблеї ООН, що в окупованому Криму за час російської окупації зникли безвісти 22 людини, ще 19 арештовані.
14 листопада 2017 року Human Rights Watch опублікували звіт щодо переслідування російською адміністрацію кримських татар за їх проукраїнські погляди.
Станом на 2017 рік, 18 українських активістів були викрадені під час окупації. З осені 2014 року жодного зі зниклих не знайшли в живих.

## Передумови
Кримські татари були депортовані радянською владою з Криму в 1944 році. В 1990—2000-ні роки за сприяння України вони почали масово повертатись до Криму, де наразилися на не менш масовий спротив проросійського контингенту в Криму. Все це сприяло формуванню вираженої проукраїнської позиції кримських татар. В час проросійських заворушень у Криму на початку 2014 року кримські татари також зайняли чітку проукраїнську позицію.

## Акти переслідування

### 2014
- 15 березня: поблизу Білогірська знайдене тіло закатованого на смерть Решата Аметова. На момент вбивства в Криму діяли «зелені чоловічки», приналежність яких до російських збройних сил була визнана пізніше;
- 29 вересня: в Євпаторії зник Едем Асанов, через тиждень його тіло було знайдене повішеним;
- 26 травня: зник Тимур Шаймарданов, активіст «Українського народного дому», координатор спротиву в Криму;[7][8][9]
- 31 травня: зник Сейран Зінедінов;[10][11]
- 19 серпня: кримським татарам заборонено проводити жалобний мітинг на честь Загальноєвропейського дня пам'яті жертв сталінізму та нацизму[12].
- 21 жовтня: в Феодосії зник Усеїн Сеїтнабієв[13].

### 2015
- 23 січня: поблизу Севастополя проведені обшуки в будинках кримських татар Руслана Зейтуллаева, Рустема Ваітова і Нурі Примова. Того ж дня вони були затримані, а пізніше заарештовані[14]. У вересні 2016 вони були засуджені: Руслан Зейтулаєв до 7 років, інші двоє та Ферат Сайфулаєв — до 5 років ув'язнення[15].
- 29 січня: затриманий Ахтем Чийгоз за «організацію масових заворушень», що передбачає позбавлення волі строком на 10 років[16].

### 2016
- 11 лютого: в будинку правозахисника Еміра-Усеїна Куку в Кореїзі відбувся обшук, а його самого затримала російська окупаційна влада півострова. На його заведена кримінальна справа за фактом нібито участі в організації «Хізб ут-Тахрір»[17];
- 1 квітня: в Сімферополі і селі Піонерське були проведені масові затримання в декількох кафе, всі затримані — кримські татари (35 чоловік в Піонерському)[18];
- 13 квітня: «прокурор» Криму Наталія Поклонська винесла рішення про призупинення діяльності Меджлісу кримськотатарського народу «з метою недопущення порушення федерального законодавства»[19].
- 12 травня: працівники ФСБ Росії здійснили обшук у домі заступника голови Меджлісу Ільмі Умерова, йому самому після допиту вручено підписку про невиїзд;
- 24 травня: в м. Бахчисарай викрали члена Світового конгресу кримських татар Ервіна Ібрагімова[20];
- 12 жовтня: в селищах Строганівка і Кам'янка в передмісті Сімферополя проведені масові обшуки в будинках кримських татар, після яких затримано п'ятьох осіб за підозрою в зв'язках із забороненою в РФ організацією Хізб ут-Тахрір[21];
- 24 листопада: заарештований імам мечеті «Хан Джамі» Ельмар Абдулганієв[22];

### 2018
- 21 травня: співробітники Федеральної служби безпеки Російської Федерації провели обшук вдома у правозахисника Сервера Мустафаєва в Бахчисараї і забрали його до Сімферополя[23]

### 2019
- 27 березня російські силовики провели щонайменше 25 обшуків у домівках кримськотатарських активістів нібито у справі «Хізб ут-Тахрір». Було затримано 23 особи, включно з тими, хто прийшов підтримати обшукуваних. 27 і 28 березня Київський районний суд Сімферополя в закритому режимі обрав запобіжний захід усім затриманим у вигляді взяття під варту до 15 травня 2019 року.[24]

### 2024
- 4 липня 2024 року в окупованому Сімферополі російські силовики прийшли до двох релігійних мусульманських шкіл, де нібито виявили порушення і заборонену в РФ літературу, після чого освітні установи були закриті.[25]

## Реакція
28 квітня 2016 Парламентська Асамблея ОБСЄ закликала Росією відмінити рішення про заборону Меджлісу кримських татар.

30 березня 2019 речниця Європейського Союзу Майя Косьянчич закликала Росію припинити протиправні дії проти кримських татар: 
«Суд на Кримському півострові, незаконно анексованому від України Росією, постановив, що всі 23 кримські татари, затримані 27 березня і 28 березня, пробудуть у слідчому ізоляторі до 15 травня. Їх звинувачують у приналежності до організації „Хізб ут-Тахрір“, яка заборонена в Росії, але не в Україні. ЄС не визнає дотримання російського законодавства в Криму і Севастополі і очікує, що всі незаконно затримані українці будуть звільнені без затримки.»